# Ideología (canción)
«Ideología» es una canción de rock, perteneciente al cantante de rock brasileño, llamado Cazuza. Es el primer tema que forma parte de su álbum homónimo, editado en 1988. La letra y música fue compuesta por el propio Cazuza y Roberto Frejat. Junto con «Exageración» y «O Tempo Não Pára» , fueron los mayores éxitos del artista.
Ideología es una de las primeras canciones de Cazuza que escribió, tras descubrir que era Seropositivo, como lo refleja en un verso: «O meu prazer agora é risco de vida»; en español: «Mi placer, es ahora un riesgo para la vida» (o «Mi placer ahora es mortal»).